# جمية كاليفورنية
الجُمِية الكاليفورنية (باللاتينية: Phacelia californica) نوع نباتي ينتمي إلى جنس الجمية من الفصيلة الحمحمية.
موطنها الساحل الغربي للولايات المتحدة من أوريغون إلى شمال كاليفورنيا.